# Abdelkarim Hassan
Abdelkarim Hassan al-Hadż Fadlalla  (arab. ‏عبد الكريم حسن الحاج فضل الله‎, ur. 28 sierpnia 1993 w Dosze) – katarski piłkarz grający na pozycji obrońcy w klubie Al Sadd i reprezentacji Kataru. Złoty medalista Pucharu Azji 2019.

## Kariera
Abdelkarim Hassan jest wychowankiem katarskiego Al Sadd. W latach 2007–2010 grał w młodzieżowym zespole klubu. Od 2010 roku reprezentuje seniorską drużynę. W sezonie 2017/18 został wypożyczony do belgijskiego KAS Eupen. Po roku powrócił do Al Sadd. W klubie rozegrał już ponad 200 spotkań.
W seniorskiej reprezentacji reprezentacji Kataru Abdelkarim Hassan zadebiutował 18 listopada 2010 roku w towarzyskim meczu z Haiti. Pierwszego gola zdobył 31 stycznia 2013 roku w meczu z Libanem. Znalazł się w kadrze na Pucharu Azji 2019. Katar wygrał ten turniej, a Hassan był na nim podstawowym lewym obrońcą i zdobył dwa gole w meczu z Koreą Północną.